# 세리즈
세리즈(Ceres)는 1989년 설립된 미국 매사추세츠주 보스턴에 위치한 비영리 지속 가능성 후원 단체이다.
2007년, 세리즈는 잡지 딕터십에 의해 기업 거버넌스의 가장 영향력 있는 100곳의 플레이어 중 하나로 등재되었다. 2017년 5월 기준으로 이 단체의 장은 민디 러버이다.

## 같이 보기
- 기업의 사회적 책임
- 지속 가능성